# ناندان نيليكاني (رجل أعمال هندي)
ناندان موهانراو نيليكاني هو رجل أعمال هندي شارك في تأسيس شركة إنفوسيس، والتي يشغل في الوقت الحالي منصب الرئيس غير التنفيذي لمجلس إدارتها خلفًا للرئيسي مجلس الإدارة السابقين ر. سيشاسايي ورافي فينكاتيسان، اللذين شغلا نفس المنصب بعد رحيل فيشال سيكا في 24 أغسطس (آب) 2017. عُيّن نادان نيليكاني رئيسًا غير تنفيذي لمجلس إدارة إنفوسيس اعتبارًا من 24 أغسطس (آب) 2017، بعد أن شغل لبعض الوقت منصب رئيس هيئة التعريف الفريدة للهند، ثُم ترأس لجنة التقنية التابعة لحكومة الهند بعد مسيرة مهنية ناجحة في إنفوسيس، وهو عضو في حزب المؤتمر الوطني الهندي، على الرغم من توقف جميع أنشطته السياسية منذ عام 2019

## نشأته وحياته
وُلِد ناندان نيلكاني في مدينة بنغالور لعائلة ميسورة الحال تنحدر أصولها من مدينة سيرسي بولاية كرناتك، ومن سكان منطقة كونكان حيث كان والده موهان راو نيلكاني يعمل مديرًا عامًا لمطاحن ميسور ومينيرفا. تبنى والده مبادئ الاشتراكية الفابية، والتي تأثر بها ناندان نيليكاني في طفولته، أما شقيقه الأكبر، فيجاي نيليكاني فيعمل في معهد الطاقة النووية في الولايات المتحدة الأمريكية.
درس ناندان نيليكاني في مدرسة بيشوب كوتون للبنين، ومدرسة سانت جوزيف الثانوية في دارواد، ثم التحق بالدراسة في كلية كرناتك الحكومية في دارواد، ثم حصل على درجة البكالوريوس في الهندسة الكهربائية من معهد بومباي للتقنية.

## مسيرته المهنية
بدأ ناندان نيليكاني مسيرته المهنية عام 1978 عندما عمل في شركة باتني المتخصصة في تطوير أنظمة الحاسوب، والتي يقع مقرها في مدينة مومباي، حيث تقابل لأول مرة مع ن. ر. نارايانا مورثي. وفي عام 1981، ترك نيلكاني ومورثي مع خمسة آخرون العمل بشركة باتني لكي يؤسسوا سويا شركتهم الخاصة تحت اسم إنفوسيس. والتي شغل فيها ناندان نيليكاني العديد من المناصب فكان العضو المنتدب بالشركة ومدير عمليات الشركة، قبل أن يُصبح الرئيس التنفيذي لشركة إنفوسيس في مارس (أذار) 2002، واستمر كرئيس تنفيذي للشركة قبل أن يتخلى عن المنصب في أبريل (نيسان) 2007 لصالح زميله كريس جوبالاكريشنان،. وأصبح ناندان نيليكاني بعد ذلك رئيسًا مشاركًا لمجلس إدارة الشركة، على الرغم من أن إيرادات شركة إنفوسيس نمت خلال فترة ولايته كرئيس تنفيذي، والتي استمرت لخمس سنوات بمقدار ستة أضعاف لتصل إلى 3 مليارات دولارا أمريكيا.
في عام 2017، عاد ناندان نيليكاني لتولي منصب الرئيس التنفيذي لشركة إنفوسيس خلفا للرئيس التنفيذي الراحل فيشال سيكا، وقرر ناندان بعد عودته، نقل المقر الرئيسي للشركة من ولاية كاليفورنيا بالولايات المتحدة الأمريكية إلى المقر الحالي في بنغالور.
ترك ناندان نيليكاني شركة إنفوسيس في يوليو (تموز) 2009 ليشغل منصب رئيس هيئة الهوية الفريدة في الهند، وهو منصب وزاري تولاه بدعوة من رئيس الوزراء الهندي الأسبق مانموهان سينغ. وبصفته رئيسًا لهيئة الهوية الفريدة، كان ناندان نيليكاني مسؤولاً عن تنفيذ مشروع بطاقة الهوية الوطنية متعددة الأغراض، أو بطاقة الهوية الفريدة في الهند، والذي كان يهدف إلى توفير رقم تعريف فريد لجميع سكان الهند بحيث يُستخدم هذا الرقم لتقديم خدمات الرعاية الاجتماعية بكفاءة. كانت طريقة تحديد الهوية بيومترية، وقد وُصفت الجهود المبذولة لإنشاء قاعدة بيانات حكومية لجميع سكان الهند بأنها "أكبر مشروع اجتماعي في العالم". وقد أسفرت هذه الجهود عن تطوير نظام "أدهار"، وهو نظام هوية بيومترية هندي، يرتبط بقاعدة بيانات تحتوي على معلومات ديموغرافية وعناوين منازل المواطنين الهنود. في أبريل (نيسان) 2017، كان ما يقرب من 1.14 مليار هندي قد حصلوا على أرقام هوية لهم. وفي عام ٢٠١٦، وصف بول رومر، كبير الاقتصاديين في البنك الدولي، برنامج "أدهار" بأنه "أكثر برامج الهوية تطورًا في العالم"، ومع ذلك تعرض هذا البرنامج لانتقادات واسعة بسبب انتهاكه خصوصية الأفراد وكشفه معلوماتهم الشخصية.
عين ناندان نيليكاني كذلك عضوًا في مجلس محافظي المجلس الهندي لبحوث العلاقات الاقتصادية الدولية، ثُم أصبح رئيسًا للمجلس الوطني لبحوث العلاقات الاقتصادية الدولية، ثم عضوا في العديد من المجالس الاستشارية، بما في ذلك مجالس مؤسسة المنتدى الاقتصادي العالمي وصندوق تراث بومباي.
ظهر ناندان نيليكاني في برنامج "ذا ديلي شو" مع الإعلامي الأمريكي جون ستيوارت للترويج لكتابه "تخيل الهند: فكرة أمة متجددة"، كما تحدث في مؤتمر تيد عام ٢٠٠٩ عن أفكاره لمستقبل الهند.

## نشاطه السياسي
انضم ناندان نيليكاني إلى حزب المؤتمر الوطني الهندي في مارس (آذار) 2014، وخاض الانتخابات عن دائرة جنوب بنغالور، حيث خسر بفارق 228,575 صوتًا أمام أنانث كومار مرشح حزب بهاراتيا جاناتا في انتخابات مجلس النواب (لوك سابها) لعام 2014. في انتخابات مجلس النواب الهندي عام 2014 ووفقًا لتقارير إخبارية، كان ناندان نيليكاني أغنى مرشح لانتخابات مجلس النواب (لوك سابها) لعام 2014، حيث بلغت قيمة أصوله المعلنة 7,710 كرور روبية، وذلك وفقًا لإفادته المقدمة إلى لجنة الانتخابات. وفي ديسمبر (كانون الأول) 2016، انضم ناندان نيليكاني إلى لجنة للتحقيق في كيفية استخدام المواطنين في الهند للمدفوعات الرقمية على نطاق أوسع.

## التكريمات والجوائز

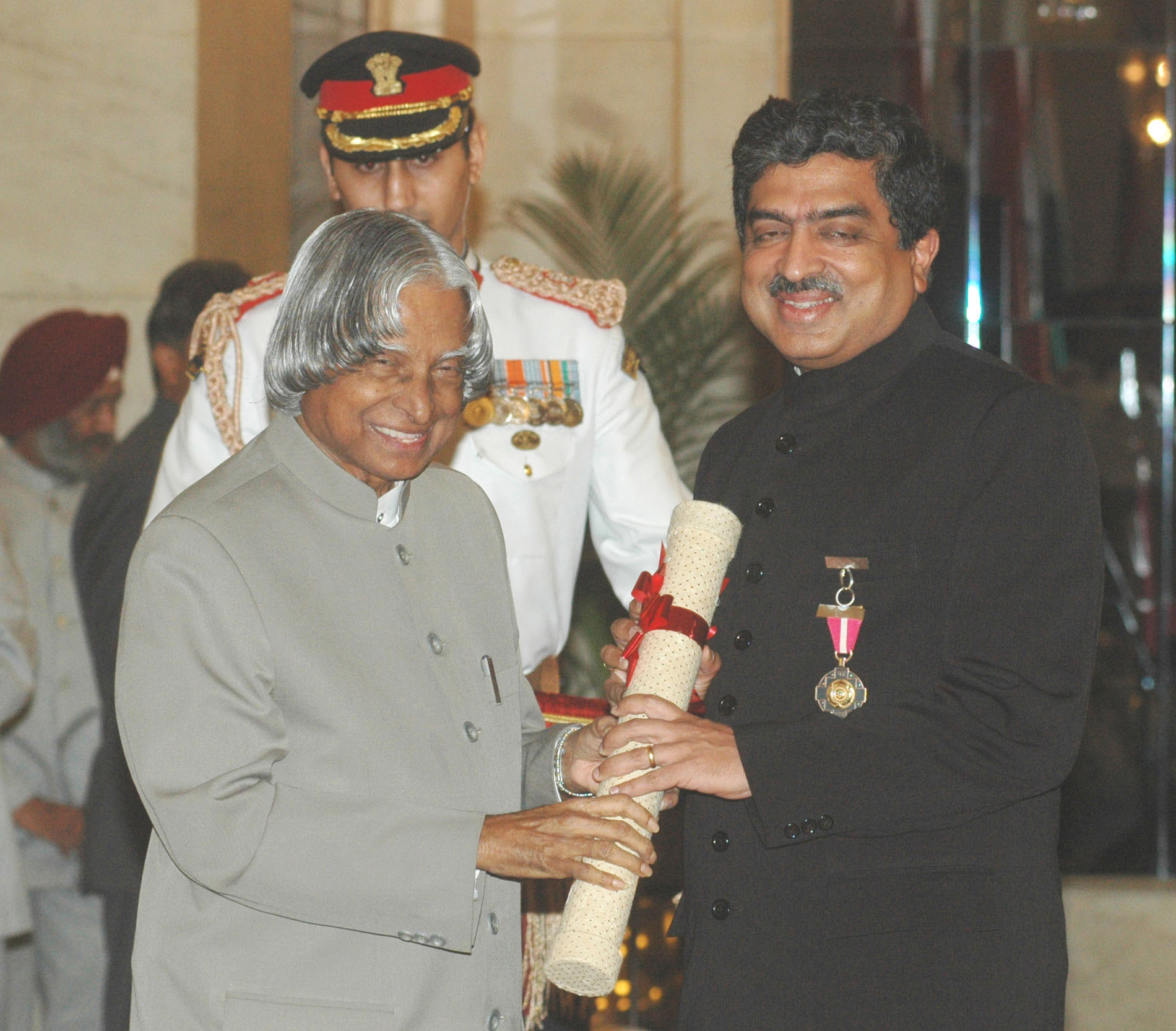
الرئيس الهندي الدكتور أبو بكر زين العابدين عبد الكلام يُسلم ناندان موهان نيليكاني أحد مؤسسي شركة إنفوسيس، في نيودلهي جائزة بادما بوشان لعام 2006 في 20 مارس (آذار) 2006.

حظي ناندان نيليكاني بتكريم العديد من الجهات المحلية والدولية، ففي عام 2004 اُختير كأفضل مواطن مؤسسي في حفل توزيع جوائز قادة الأعمال الآسيويين، والذي نظمته مؤسسة سي إن بي سي. وفي عام 2005 نال ناندان نيليكاني جائزة جوزيف شومبيتر للخدمات المبتكرة في الاقتصاد والعلوم الاقتصادية والسياسة. وفي يناير (كانون الثاني) 2006، أصبح ناندان نيليكاني واحدًا من أصغر رواد الأعمال الذين انضموا إلى 20 من القادة العالميين في مجلس مؤسسة المنتدى الاقتصادي العالمي، ثُم حصل على جائزة بادما بوشان، وهي ثالث أعلى جائزة مدنية في الهند، كما اختارته مجلة فوربس آسيا في نفس العام كرجل أعمال العام.، وفي عام 2009، أدرجته مجلة تايم الأمريكية ضمن قائمتها لأكثر 100 شخصية تأثيرًا في العالم،
وفي 31 مايو (أيار) 2011، مُنح ناندان نيليكاني درجة الدكتوراه الفخرية في القانون من كلية روتمان للإدارة بجامعة تورنتو بكندا، كما حصل في نفس العام على جائزة إن دي تي في لأفضل فكرة تحويلية في الهند خلال العام، ثُم حصل في نوفمبر (تشرين الثاني) 2006 على جائزة أسطورة القيادة من جامعة ييل، وكان أول هندي يحصل على هذه الجائزة المرموقة، وفي عام 2017، صنفته مجلة إنديا توداي في المرتبة 12 ضمن قائمة أقوى 50 شخصية هندية خلال العام 2017. وفي عام 2017، حصل ناندان نيليكاني على جائزة الإنجاز مدى الحياة من شركة إرنست آند يونغ، كما منحته قناة سي إن بي سي-تي في 18 جائزة قائد الأعمال الهندي للمساهم المتميز في الاقتصاد الهندي لعام 2017. حصل ناندان نيليكاني أيضًا في نفس العام على جائزة نيكي آسيا الثانية والعشرين للابتكار الاقتصادي والتجاري لعام 2017، ثم حصل على درجة الدكتوراه الفخرية في العلوم من معهد بومباي التقني خلال حفل تخرج الدفعة السابعة والخمسين بالمعهد في عام 2019.